# Campeonato de España de Ciclismo en Ruta 2020
La CXIX edición del Campeonato de España de Ciclismo en Ruta se disputó el 23 de agosto de 2020 en Úbeda con llegada a la población de Baeza, por un recorrido duro que constó de 185,1 km.
La prueba fue ganada por el murciano Luis León Sánchez del equipo kazajo Astana llegando a meta en solitario por delante de su compañero de equipo el vasco Gorka Izagirre el machego Vicente García de Mateos del equipo portugués Aviludo-Louletano.

## Clasificación final
| \| Clasificación general \| Clasificación general \| Clasificación general \| Clasificación general \| Clasificación general \| \| Ciclista \| Ciclista \| Equipo \| Tiempo \| \| \| --------------------- \| ------------------------ \| --------------------- \| --------------------- \| --------------------- \| \| 1.º \| Luis León Sánchez \| Astana \| 4 h 24 min 20 s \| \| \| 2.º \| Gorka Izagirre \| Astana \| + 15 s \| \| \| 3.º \| Vicente García de Mateos \| Aviludo-Louletano \| + 15 s \| \| \| 4.º \| Iván García Cortina \| Bahrain McLaren \| + 22 s \| \| \| 5.º \| Rubén Fernández Andújar \| Euskaltel-Euskadi \| + 22 s \| \| \| 6.º \| Fernando Barceló \| Cofidis \| + 24 s \| \| \| 7.º \| Urko Berrade \| Equipo Kern Pharma \| + 24 s \| \| \| 8.º \| Diego Rubio \| Burgos-BH \| + 27 s \| \| \| 9.º \| Gustavo César Veloso \| W52-FC Porto \| + 39 s \| \| \| 10.º \| Roger Adrià \| Equipo Kern Pharma \| + 48 s \| \| |                          |                    |                 |
| |                          |                    |                 |
| Fuente: ProCyclingStats |                          |                    |                 |
| Clasificación general |                          |                    |                 |
| Ciclista | Ciclista                 | Equipo             | Tiempo          |
| 1.º | Luis León Sánchez        | Astana             | 4 h 24 min 20 s |
| 2.º | Gorka Izagirre           | Astana             | + 15 s          |
| 3.º | Vicente García de Mateos | Aviludo-Louletano  | + 15 s          |
| 4.º | Iván García Cortina      | Bahrain McLaren    | + 22 s          |
| 5.º | Rubén Fernández Andújar  | Euskaltel-Euskadi  | + 22 s          |
| 6.º | Fernando Barceló         | Cofidis            | + 24 s          |
| 7.º | Urko Berrade             | Equipo Kern Pharma | + 24 s          |
| 8.º | Diego Rubio              | Burgos-BH          | + 27 s          |
| 9.º | Gustavo César Veloso     | W52-FC Porto       | + 39 s          |
| 10.º | Roger Adrià              | Equipo Kern Pharma | + 48 s          |